# 茲韋茲丹·喬瓦諾維奇
茲韋茲丹·喬瓦諾維奇（1965年7月19日—）是塞爾維亞軍事人員、狙擊手和罪犯。喬瓦諾維奇於科索沃佩奇出生，曾經塞爾維亞共和國警察特別行動部隊成員，並擔任特別行動部隊副指揮官職務。喬瓦諾維奇因為2003年塞爾維亞總理佐蘭·金吉奇的刺殺案遭到逮捕，最初其承認自己犯下一切犯行，但在後來轉為否認供相關內容。最後在審判過程中，喬瓦諾維奇被定罪為謀殺兇手，並被判處最高40年有期徒刑而入獄服刑 。